# 岑萬
岑萬（1500年—1575年），初名岑薮，字體一，號蒲谷，廣東廣州府顺德县人。明朝進士、官员。

## 生平
嘉靖四年（1525年）乙酉科廣東鄉試舉人，五年（1526年）联捷丙戌科第三甲第149名進士，授户部主事，管理九江钞关，升禮部主客司員外郎，嘉靖十六年（1537年）五月升河南布政使司右參議，遷江西左參議，二十三年正月升雲南按察司副使，累升四川按察使，二十九年二月升河南右布政使，轉福建左布政使，因与巡按御史曾佩不合，三十一年十二月官员考察中以不及，被降职为江西左参政，三十三年三月遷广西按察使，升河南右布政使，三十五（1556年）正月考察以年老退休，時年五十六，徜徉林泉。著有《蒲谷集》。

## 家族
祖父岑文凱，壽官；父岑梓，壽官贈禮部員外郎。岑萬妻羅氏，封宜人，生子岑用賓，嘉靖三十八年进士，官绍兴知府。